# Svjatohirs'k
Svjatohirs'k (in ucraino Святогірськ?; in russo Святогорск?, Svjatogorsk) è una città dell'Ucraina (4224 abitanti) situata nel distretto di Kramators'k, nell'oblast' di Donec'k. Ospita l'amministrazione della comunità territoriale di Svjatohirs'k, una delle comunità territoriali dell'Ucraina.
Fino al 18 luglio 2020 Svjatohirs'k apparteneva al comune di Debal'ceve, parte del quale è stato trasferito al distretto di Kramators'k con la riforma amministrativa ucraina del 2020.